# Imakita Kōsen

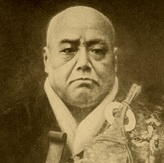
Porträt von Imakita Kōsen

Imakita Kōsen (jap. 今北 洪川, Imakita Kōsen, * 3. August 1816 in Fukushima, Nishinarigun, histor. Provinz Settsu; † 16. Januar 1892) war ein japanischer Mönch und Zen-Meister der Rinzai-Schule des Zen-Buddhismus und Anhänger des Neokonfuzianismus. Er stand dem Engaku-ji-Tempel in Kamakura als Abt vor.
Er ist bekannt für seine guten Beziehungen zu den politischen Kreisen der Meiji-Regierung und hat eine aktive Rolle als Lehrer in der Großen Lehrkampagne des Ministeriums für Erziehung und Doktrin (Kyōbushō) in den 1870ern gespielt. Imakita Kōsen studierte unter Daisetsu Jōen und Gisan Zenrai und bekam von Letzterem sein inka, was der Dharma-Übertragung gleicht. Sein Nachfolger war Shaku Sōen.

## Leben
Imakita Kōsen wurde in der Provinz Settsu (heute Präfektur Osaka und Präfektur Hyōgo) als dritter Sohn von Imakita Zenzō (今北善蔵) als Imakita Shinsaburō (今北 新三郎) geboren. Da ihm das Studium konfuzianischer Texte nicht genügte, beschloss er entgegen elterlichen Widerstands Mönch zu werden und fing ab 1840 an, unter Daisetsu Jōen im Shōkoku-ji in Kyōto, zu studieren. Des Weiteren ging er nach Bizen zum Sōgen-ji, um von Gisan Zenrai (儀山 善来) zu lernen. 1858 wurde Imakita Abt im Eikō-ji in Iwakuni und half bei dessen Wiederaufbau. Zu dieser Zeit lehrte Imakita die Einheit von konfuzianischer und buddhistischer Lehre, um gegen die anti-buddhistischen Tendenzen Haibutsu kishaku der Zeit anzukämpfen. Zur gleichen Zeit fing der Abt an, das Christentum scharf zu kritisieren.
1875 wurde er nach Tokio eingeladen, wo er die Leitung einer Lehrinstitution der Rinzai-Schule übernahm. Im selben Jahr wurde er auf Wunsch des Ministeriums für Doktrin und Erziehung Abt des Engaku-ji in Kamakura. Im Engakuji konzentrierte er als Abt seine Energie auf den Erhalt der Rinzai-Zen-Schule. Ein Aspekt dabei war die Unterstützung eines Kreises von Laien, dem u. a. Yamaoka Tasshū und Kawajiri Hōkin angehörten. Unter ihm studierten u. a. Shaku Sōen, der sein Nachfolger wurde, und Daisetsu Teitarō Suzuki, der eine wichtige Rolle in der Verbreitung der Zen-Lehre im 20. Jahrhundert spielen sollte.